# Саган Сергій Іванович
Сергі́й Іва́нович Саган — сержант Збройних сил України.

## Короткий життєпис
2000 року закінчив Ємільчинську ЗОШ № 1, житомирське ПТУ № 17, здобув професію електрозварювальника. Відслужив строкову службу, повернувся до Ємільчиного. Восени 2013-го одружився з учителькою Іриною. Родина переїхала до Коростеня, працював теслею в військовому містечку. Мобілізований в березні 2014-го, кулеметник, 30-та окрема механізована бригада.
17 лютого 2015-го загинув під час артилерійського обстрілу терористами українських позицій поблизу Дебальцевого.
Без Сергія залишилися мама, дружина, два брати.
Похований в Ємільчиному 23 лютого 2015-го.

### Нагороди
За особисту мужність і героїзм, виявлені у захисті державного суверенітету та територіальної цілісності України, вірність військовій присязі під час російсько-української війни, відзначений — нагороджений
- 13 серпня 2015 року — орденом «За мужність» III ступеня (посмертно).